# Discografia de Azealia Banks
A discografia da cantora Azealia Banks é constituída por um Álbum de estúdio, Broke With Expensive Taste, duas mixtape, Fantasea e Slay-Z um EP, 1991.

## Álbuns

### Álbuns de estúdio
| Título | Melhor posição nas tabelas musicais | Melhor posição nas tabelas musicais | Melhor posição nas tabelas musicais | Melhor posição nas tabelas musicais | Melhor posição nas tabelas musicais | Melhor posição nas tabelas musicais | Melhor posição nas tabelas musicais | Melhor posição nas tabelas musicais | Melhor posição nas tabelas musicais | Melhor posição nas tabelas musicais | Melhor posição nas tabelas musicais | Melhor posição nas tabelas musicais | Melhor posição nas tabelas musicais | Melhor posição nas tabelas musicais | Melhor posição nas tabelas musicais | Melhor posição nas tabelas musicais | Melhor posição nas tabelas musicais | Vendas                      | Certificações |
| Título | ALE                                 | AUS                                 | AUT                                 | BEL                                 | DIN                                 | EUA                                 | ESP                                 | FRA                                 | GRE                                 | IRL                                 | ITA                                 | NZ                                  | PB                                  | POL                                 | PRT                                 | RU                                  | SUI                                 | Vendas                      | Certificações |
| --- | ----------------------------------- | ----------------------------------- | ----------------------------------- | ----------------------------------- | ----------------------------------- | ----------------------------------- | ----------------------------------- | ----------------------------------- | ----------------------------------- | ----------------------------------- | ----------------------------------- | ----------------------------------- | ----------------------------------- | ----------------------------------- | ----------------------------------- | ----------------------------------- | ----------------------------------- | --------------------------- | ------------- |
| Broke with Expensive Taste - Lançamento: 7 de Novembro de 2014 - Editora discográfica: Prospect Park - Formato(s): Download digital | 34                                  | —                                   | 8                                   | —                                   | 2                                   | 30                                  | —                                   | 7                                   | 102                                 | —                                   | —                                   | —                                   | —                                   | —                                   | —                                   | 98                                  | —                                   | Mundo: 900,000 EUA: 460,000 | —             |
| "—" denota um título que não tenha entrado na tabela musical do respectivo país, ou que ainda não foi lançado                       |                                     |                                     |                                     |                                     |                                     |                                     |                                     |                                     |                                     |                                     |                                     |                                     |                                     |                                     |                                     |                                     |                                     |                             |               |

## Extended plays (EP)
| Título | Melhor posição nas tabelas musicais | Melhor posição nas tabelas musicais | Melhor posição nas tabelas musicais | Melhor posição nas tabelas musicais | Melhor posição nas tabelas musicais | Melhor posição nas tabelas musicais | Melhor posição nas tabelas musicais | Melhor posição nas tabelas musicais | Melhor posição nas tabelas musicais | Melhor posição nas tabelas musicais | Melhor posição nas tabelas musicais | Melhor posição nas tabelas musicais | Melhor posição nas tabelas musicais | Melhor posição nas tabelas musicais | Melhor posição nas tabelas musicais | Melhor posição nas tabelas musicais | Melhor posição nas tabelas musicais | Vendas     | Certificações |
| Título | ALE                                 | AUT                                 | AUS                                 | BEL                                 | DIN                                 | EUA                                 | EUA R&B                             | EUA Rap                             | EUA TH                              | IRL                                 | ITA                                 | NZ                                  | PB                                  | POL                                 | PRT                                 | RU                                  | SUI                                 | Vendas     | Certificações |
| --- | ----------------------------------- | ----------------------------------- | ----------------------------------- | ----------------------------------- | ----------------------------------- | ----------------------------------- | ----------------------------------- | ----------------------------------- | ----------------------------------- | ----------------------------------- | ----------------------------------- | ----------------------------------- | ----------------------------------- | ----------------------------------- | ----------------------------------- | ----------------------------------- | ----------------------------------- | ---------- | ------------- |
| 1991 - Lançamento: 28 de Maio de 2012 - Editora discográfica: Interscope, Polydor - Formato(s): Vinil, CD, descarga digital | —                                   | —                                   | 18                                  | —                                   | —                                   | 133                                 | 17                                  | 12                                  | 1                                   | —                                   | —                                   | —                                   | —                                   | —                                   | —                                   | 79                                  | —                                   | - : 24 mil | - ARIA: Ouro  |
| "—" denota um título que não tenha entrado na tabela musical do respectivo país, ou que ainda não foi lançado               |                                     |                                     |                                     |                                     |                                     |                                     |                                     |                                     |                                     |                                     |                                     |                                     |                                     |                                     |                                     |                                     |                                     |            |               |

## Mixtapes
| Título | Melhor posição nas tabelas musicais | Melhor posição nas tabelas musicais | Melhor posição nas tabelas musicais | Melhor posição nas tabelas musicais | Melhor posição nas tabelas musicais | Melhor posição nas tabelas musicais | Melhor posição nas tabelas musicais | Melhor posição nas tabelas musicais | Melhor posição nas tabelas musicais | Melhor posição nas tabelas musicais | Melhor posição nas tabelas musicais | Melhor posição nas tabelas musicais | Melhor posição nas tabelas musicais | Melhor posição nas tabelas musicais | Melhor posição nas tabelas musicais | Melhor posição nas tabelas musicais | Melhor posição nas tabelas musicais | Vendas | Certificações |
| Título | ALE                                 | AUT                                 | AUS                                 | BEL                                 | DIN                                 | EUA                                 | ESP                                 | FRA                                 | GRE                                 | IRL                                 | ITA                                 | NZ                                  | PB                                  | POL                                 | PRT                                 | RU                                  | SUI                                 | Vendas | Certificações |
| --- | ----------------------------------- | ----------------------------------- | ----------------------------------- | ----------------------------------- | ----------------------------------- | ----------------------------------- | ----------------------------------- | ----------------------------------- | ----------------------------------- | ----------------------------------- | ----------------------------------- | ----------------------------------- | ----------------------------------- | ----------------------------------- | ----------------------------------- | ----------------------------------- | ----------------------------------- | ------ | ------------- |
| Fantasea - Lançamento: 11 de Julho de 2012 (download digital), 11 de Março de 2013 (CD) - Editora discográfica: Interscope, Polydor - Formato(s): CD, descarga digital | —                                   | —                                   | —                                   | —                                   | —                                   | —                                   | —                                   | —                                   | —                                   | —                                   | —                                   | —                                   | —                                   | —                                   | —                                   | —                                   | —                                   | —      | —             |
| Fantasea II: The Second Wave - Lançamento: A ser lançado em Julho de 2014 - Editora discográfica: Interscope, Polydor - Formato(s): CD, descarga digital               | —                                   | —                                   | —                                   | —                                   | —                                   | —                                   | —                                   | —                                   | —                                   | —                                   | —                                   | —                                   | —                                   | —                                   | —                                   | —                                   | —                                   | —      | —             |
| "—" denota um título que não tenha entrado na tabela musical do respectivo país, ou que ainda não foi lançado                                                          |                                     |                                     |                                     |                                     |                                     |                                     |                                     |                                     |                                     |                                     |                                     |                                     |                                     |                                     |                                     |                                     |                                     |        |               |

## Singles

### Como Artista Principal
| Ano                                                                         | Título                            | Melhor posição nas tabelas musicais | Melhor posição nas tabelas musicais | Melhor posição nas tabelas musicais | Melhor posição nas tabelas musicais | Melhor posição nas tabelas musicais | Melhor posição nas tabelas musicais | Melhor posição nas tabelas musicais | Melhor posição nas tabelas musicais | Melhor posição nas tabelas musicais | Melhor posição nas tabelas musicais | Melhor posição nas tabelas musicais | Melhor posição nas tabelas musicais | Melhor posição nas tabelas musicais | Melhor posição nas tabelas musicais | Melhor posição nas tabelas musicais | Melhor posição nas tabelas musicais | Melhor posição nas tabelas musicais | Certificações | Álbum                      |
| Ano                                                                         | Título                            | ALE                                 | AUT                                 | AUS                                 | BEL                                 | DIN                                 | EUA                                 | ESP                                 | FRA                                 | GRE                                 | IRL                                 | ITA                                 | NZ                                  | PB                                  | POL                                 | PRT                                 | RU                                  | SUI                                 | Certificações | Álbum                      |
| --------------------------------------------------------------------------- | --------------------------------- | ----------------------------------- | ----------------------------------- | ----------------------------------- | ----------------------------------- | ----------------------------------- | ----------------------------------- | ----------------------------------- | ----------------------------------- | ----------------------------------- | ----------------------------------- | ----------------------------------- | ----------------------------------- | ----------------------------------- | ----------------------------------- | ----------------------------------- | ----------------------------------- | ----------------------------------- | ------------- | -------------------------- |
| 2011                                                                        | "212" (com Lazy Jay)              | —                                   | —                                   | 20                                  | 17                                  | —                                   | —                                   | —                                   | —                                   | —                                   | 7                                   | —                                   | —                                   | 17                                  | —                                   | —                                   | 3                                   | —                                   | —             | 1991                       |
| 2012                                                                        | "Liquorice"                       | —                                   | —                                   | —                                   | 73                                  | —                                   | —                                   | —                                   | —                                   | —                                   | —                                   | —                                   | —                                   | —                                   | —                                   | —                                   | —                                   | —                                   | —             | 1991                       |
| 2013                                                                        | "Yung Rapunxel"                   | —                                   | —                                   | —                                   | —                                   | —                                   | —                                   | —                                   | —                                   | —                                   | —                                   | —                                   | —                                   | —                                   | —                                   | —                                   | 149                                 | —                                   | —             | Broke with Expensive Taste |
| 2013                                                                        | "ATM Jam" (com Pharrell Williams) | —                                   | —                                   | —                                   | 49                                  | —                                   | —                                   | —                                   | —                                   | —                                   | —                                   | —                                   | —                                   | —                                   | —                                   | —                                   | 169                                 | —                                   | —             | Broke with Expensive Taste |
| "—" denota lançamentos que não entraram no gráfico ou não foram divulgados. |                                   |                                     |                                     |                                     |                                     |                                     |                                     |                                     |                                     |                                     |                                     |                                     |                                     |                                     |                                     |                                     |                                     |                                     |               |                            |

### Como Artista Convidada
| Ano  | Titulo                                                               | Album                     |
| ---- | -------------------------------------------------------------------- | ------------------------- |
| 2015 | "The Kids Arent's Alrigh (Remix)" (Fall Out Boy com Azealia Banks)   | Make America Psycho Again |
| 2015 | Trap Queen (Remix) (Fetty Wap com Azealia Banks, Quavo e Gucci Mane) | —                         |